# Rock Hill (Missouri)
Rock Hill és una població dels Estats Units a l'estat de Missouri. Segons el cens del 2007 tenia 4.609 habitants.

## Demografia
Segons el cens del 2000, Rock Hill tenia 4.765 habitants, 2.048 habitatges, i 1.296 famílies. La densitat de població era de 1.687,9 habitants per km².
Dels 2.048 habitatges en un 26,1% hi vivien nens de menys de 18 anys, en un 46,4% hi vivien parelles casades, en un 13,2% dones solteres, i en un 36,7% no eren unitats familiars. En el 32,2% dels habitatges hi vivien persones soles el 10,5% de les quals corresponia a persones de 65 anys o més que vivien soles. El nombre mitjà de persones vivint en cada habitatge era de 2,33 i el nombre mitjà de persones que vivien en cada família era de 2,98.
Per edats la població es repartia de la següent manera: un 22,4% tenia menys de 18 anys, un 6,7% entre 18 i 24, un 33,6% entre 25 i 44, un 22,6% de 45 a 60 i un 14,7% 65 anys o més.
L'edat mediana era de 38 anys. Per cada 100 dones de 18 o més anys hi havia 83,4 homes.
La renda mediana per habitatge era de 47.869 $ i la renda mediana per família de 58.300 $. Els homes tenien una renda mediana de 41.776 $ mentre que les dones 31.859 $. La renda per capita de la població era de 25.803 $. Entorn del 4,2% de les famílies i el 5,1% de la població estaven per davall del llindar de pobresa.

## Poblacions més properes
El següent diagrama mostra les poblacions més properes.